# Sainte-Christine (Puy-de-Dôme)
Sainte-Christine è un comune francese di 156 abitanti situato nel dipartimento del Puy-de-Dôme nella regione dell'Alvernia-Rodano-Alpi.

## Società

### Evoluzione demografica
Abitanti censiti